# Santa Teresa, Carazo
Santa Teresa là một khu tự quản thuộc tỉnh Carazo, Nicaragua. Khu tự quản Santa Teresa có diện tích 213 ki lô mét vuông. Đến thời điểm năm 2005, huyện Santa Teresa có dân số 16891 người.